# Груби, Давид
Давид Груби (венг. David Gruby; 20 августа 1810, Bačko Dobro Polje — 14 ноября 1898, Париж) — венгерский и французский врач, миколог, микробиолог, один из основоположников медицинской микологии.

## Биография
Родился 20 августа 1810 года в городке Кискер в еврейской семье. Родители его занимались фермерством. Получил медицинское образование в Будапетшском и Венском университетах. В 1839 году ему была присвоена степень доктора медицины и офтальмологии. Он отказался от должности экстраординарного профессора Венского университета, поскольку для этого нужно было принять христианство. В 1840 года переехал во Францию. В 1848 году получил французское гражданство. Читал лекции в ветеринарной школе Альфорта. Занимался частной медицинской практикой, был личным врачом ряда известных деятелей искусства и литературы своего времени, в том числе отца и сына Дюма, Шопена, Листа, Доде, Ламартина и др. Умер в Париже 14 ноября 1898 года, похоронен на кладбище Сен-Венсан на Монмартре.

## Научная деятельность
Занимался изучением грибов, вызывающих заболевания человека. Установил грибную природу и описал возбудителей многих заболеваний кожи. В 1843 году обнаружил и описал трипаносом, паразитов крови лягушек. Позже к этому роду отнесены и другие возбудители заболеваний животных и человека.

## Публикации
- Gruby D. Mémoire sur une végétation qui contitue la vraie teigne. (фр.) // C. R. Acad. Sciences. — 1841. — No 13. — P. 72—75.
- Gruby D. Sur les mycodermes qui constituent la teigne faveuse (фр.) // C. R. Acad. Sciences. — 1841. — No 13. — P. 309—311.
- Gruby D. Recherches anatomiques sur une plante cryptogame qui constitue le vrai muguet des enfants. (фр.) // C. R. Acad. Sciences. — 1842. — No 14. — P. 634—636.
- Gruby D. Sur une espèce de mentagra contagieues résultant du dévelopment d’un nouveau cryptogame dans la recine des poils de la barbe de 1‘homme (фр.) // C. R. Acad. Sciences. — 1842. — No 15. — P. 512—514.
- Gruby D. Recherches sur la nature, la siège et le dévelopment du porrigo decalvans ou phytoalopécie (фр.) // C. R. Acad. Sciences. — 1842. — No 17. — P. 301—303.

## Награды
- кавалер Орден Почётного легиона[2][3].